# Легіслатура штату Міссісіпі
Легіслатура штату Міссісіпі — законодавчий орган американського штату Міссісіпі. Легіслатура є двопалатною і складається із Сенату, в якому 52 сенатори і яки є верхньою палатою, та із Палати представників, в якій 122 представники і яка є нижньою палатою. Члени обох палат обираються на чотирирічні терміни без обмежень на кількість термінів. Легіслатура збирається в Капітолії штату Міссісіпі в столиці штату, місті Джексон.

## Повноваження
Конституція штату Міссісіпі надає легіслатурі штату повноваження визначати власний регламент, накладати стягнення із членів легіслатури за неналежну поведінку та виключати члена легіслатури голосами двома третин членів його палати. Законопроєкти можуть подаватись в будь-якій з палат, а інша палата може внести до нього зміни або відхилити його. Кожен законопроєкт проходить три читання. Конституція забороняє вносити до законопроєктів такі зміни, які міняють його початкові суть і призначення. Законопроєкти, до яких були внесені зміни другою палатою, повертаються до першої палати щоб вона затвердила ці зміни. Губернатор штату Міссісіпі має право накладати вето на законопроєкти, але легіслатура може подолати це вето двома третинами голосів.
Члени легіслатури заробляють по 23 500 доларів на рік, а також отримують виплату у 144 долари за кожен сесійний день.